# J̈
J̈ (minuskule j̈) je speciální znak latinky. Nazývá se J s přehláskou. Používá se pouze v ALA-LC přepisu znaků dévanágarí a arabského písma, a to v sindhštině (kde značí znak ॼ) a samotné arabštině (kde značí znak ڄ). Tyto znaky jsou však v obou jazycích používány výjimečně.
V Unicode má J̈ a j̈ tyto kódy:
J̈ U+004A U+0308
j̈ U+006A U+0308